# Gobero
Gobero is een archeologische vindplaats in de Ténéréwoestijn van Niger. De site dateert uit ongeveer 8000 v.Chr. en is daarmee de oudst bekende begraafplaats in de Sahara. Ze is vernoemd naar de Toeareg-naam voor de regio. De site bevat belangrijke informatie over hoe de vroege mens zich aanpaste aan een voortdurend veranderende omgeving. Het is de typesite van de Kiffian en Tenerian-culturen uit het Holoceen.

## Locatie
Het gebied was ooit de locatie van een zoetwatermeer, ongeveer 3 km in diameter en 3 m diep. Gobero bestaat uit acht sites, G1, G2, G3, G4, G5, G6, G7 en G8, waarvan er vijf (G1, G2, G3, G5 en G8) begrafenis- en bewoningsresten hebben. 
Site G1 is een duin die oprijst uit het meerbekken tot een hoogte van 56,035 m boven zeeniveau en zich van oost naar west uitstrekt. Het bevat 19 onderzochte graven met in totaal 20 personen. Site G2 is een heuvel tussen site G1 en 3 met vier graven. G3 ligt 300 meter ten noordwesten van G1 en bevatte 48 graven met in totaal 51 personen. Site G8 is 6.5 km ten westen van G3 en bevatte enkele menselijke graven, evenals stenen werktuigen en aardewerk. Het tijdsbestek van de sites is verdeeld in vier fases: Fase I dateert van ongeveer 14.000 - 7700 v.Chr. en wordt gekenmerkt door een afname van de moessonregens en de uitdroging van het gebied,  waardoor zich duinen vormden.  
Fase II dateert van 7700 tot 6200 v.Chr. en kenmerkt zich door een nat klimaat en het eerste bewijs van bewoning door een groep vissers-verzamelaars die bekend staat als de Kiffiërs.  
De volgende fase is een onderbreking van de bewoning van de site van 6200 tot 5200 v.Chr., als gevolg van de terugkeer van droge en dorre omstandigheden waardoor de site onbewoonbaar werd.  
Fase III dateert van 5200 tot 2200 v.Chr. en wordt gekenmerkt door een tweede bewoningsperiode, door een groep die bekend staat als de Teneriërs.  
De laatste fase, fase IV, dateert van 2500 v.Chr. tot 300 v.Chr. en is de periode waarin de Sahara opnieuw uitdroogde en er een einde kwam aan elke bewoning. 
Er werd een schat aan stenen werktuigen  teruggevonden op sites G1 en G3, hoewel de meeste aan de oppervlakte gevonden werden. In totaal kwamen 4.685 artefacten van G1 en 11.503 van G3. Deze omvatten kernen, halffabricaten, eindschrabbers, priemen, stekers, gerugde gereedschappen, kerven, getande, fgeknotte en geometrische gereedschappen, zijschrabbers, pijlpunten, teneriaanse schijven, bifaciale gereedschappen, bijlen en dissels, slijpstenen, gepolijste bijlen en ander geretoucheerd gereedschap. 
Bij opgravingen in 2005-2006 werden 4.646 potscherven verzameld, allemaal afkomstig van G1 en G3. Het vaatwerk bestond uit open en gesloten kommen en potten. De gebruikte decoratieve technieken waren onder meer door middel van stempels, voornamelijk op site G1, decoraties door met koord omwikkeld gereedschap en gekamde decoraties. Sommige decoratiestijlen omvatten eenvoudige zigzaglijnen, rechte zigzaglijnen, gebogen zigzaglijnen, zigzaglijnen die visnetpatronen vormen en gestippelde zigzaglijnen. 

## Opgravingen
De site werd in 2000 ontdekt door een team onder leiding van paleontoloog en geoloog Paul Sereno van de Universiteit van Chicago, wiens eerdere expedities naar de regio talloze fossielen hadden blootgelegd, waaronder die van de voorheen onbekende dinosaurus Nigersaurus en de krokodilomorf Sarcosuchus.
Ontdekt door teamfotograaf Mike Hettwer op 13 oktober 2000, suggereerden de enorme omvang en reikwijdte van de vondst, inclusief sporen van aardewerk, menselijke resten en hoeveelheden botten van dieren uit een waterrijk milieu, dat de vindplaats dateerde uit het vroege tot midden- Holoceen, ofwel de groene Sahara-periode (7500-3500 v.Chr.).
In 2005 organiseerde Sereno een internationaal team van archeologen om de site te verkennen. Deze archeologen ontdekten dat Gobero 5000 jaar vrijwel onafgebroken bewoond was, beginnend vanaf ongeveer 8000 v.Chr., toen het gebied aan een groot meer lag. 
De expedities van 2007 en 2008 moesten worden geannuleerd vanwege vijandelijkheden tussen de Nigerese regeringstroepen en Toeareg-stamleden. Het eerste uitgebreide rapport over Gobero werd in augustus 2008 door Sereno gepubliceerd en in 2011 keerde hij weer terug naar de regio.

## Menselijke bewoning

### Kiffian
Bewijs van menselijke bewoning in Gobero begon tijdens het vroege Holoceen en dateert rond 7550 v.Chr. tot 6250 v.Chr. (9500 tot 8200 BP). De bewoning uit het vroege Holoceen wordt geassocieerd met de Kiffian-cultuur: de mensen waren lang (tot zo'n 1,80 m). Volgens Sereno waren hun schedels lang en laag, en gekenmerkt door een duidelijk gewelfd achterhoofdsbeen, een afgeplat sagittaal profiel, een vijfhoekige achterste omtrek, brede proporties over het jukbeen en het interorbitale gebied, een brede neusopening en een verwaarloosbaar alveolair prognathisme. Het waren zwaar gespierde jager-vissers, welke een opvallend aardewerk met golvende lijnen achterlieten en waarschijnlijk tot ongeveer 6000 v.Chr. in de regio bleven. Een radiogene strontiumisotopenanalyse uitgevoerd op de graven in het G3-gebied van de site laat een beperkte variabiliteit zien in de mobiliteit van de groep: mensen bleven en woonden het grootste deel van hun leven in het gebied, en pas tegen het einde van deze bewoningsperiode begon bewijsmateriaal te verschijnen dat op mogelijke mobiliteit wees. Artefacten die verband hielden met deze bezetting op de Gobero-site omvatten microlieten, harpoenen en haken van been, aardewerk met gestippelde golvende lijnen en in zigzag gedrukte motieven. 

### Tenerian
De bewoning uit het Midden-Holoceen wordt in verband gebracht met de Ténériërs, die zich 1000 jaar of langer na de Kiffians in het gebied vestigden, van 6250 v.Chr. tot 2550 v.Chr. (8200 tot 4500 BP). Volgens Sereno waren hun schedels lang, hoog en smal, en hun gezichten waren groter dan die van de Kiffiërs met aanzienlijk alveolair prognathisme. Dit was een nomadische herderscultuur. Artefacten die in dit verband werden gevonden, waren onder meer botten en slagtanden van dieren, projectielpunten, aardewerk, ivoor, benen en schelpversieringen. Er zijn ook afvalhopen met overblijfselen van meervallen, tilapia's, nijlpaarden, antilopen, schildpadden, krokodillen en gedomesticeerd rundvee.

## Graven
In Gobero werden minstens 182 graven gevonden, waarvan 67 zijn opgegraven. Sommige bleken aardewerk en andere artefacten te bevatten. Bij oudere graven, meestal die welke verband houden met de vroege bewoningsperiode, zijn de botten erg donker van kleur, wat hoogstwaarschijnlijk werd veroorzaakt door hun onderdompeling toen het peil van het meer steeg. Bij de vroege graven waren de benen, die gewoonlijk naar de romp werden getrokken, en de armen strak ingesnoerd. Dit suggereert dat de lichamen mogelijk waren omwikkeld of vastgebonden met dierenhuiden, ligamenten of vlechtwerk. 
Volgens Sereno (2008) vonden de latere graven meestal plaats in semi-gebogen houdingen aan de linker- of rechterkant. Sommige van de in het gebied blootgelegde overblijfselen waren voorzien van sieraden, waaronder een jong meisje dat een armband droeg gemaakt van de slagtand van een nijlpaard, en een man begraven met het schild van een schildpad. Er werd ook wat waarschijnlijk een familiegraf was gevonden, met een vrouw en twee kinderen op hun zij begraven, tegenover elkaar en met ineengestrengelde handen. Ze werden begraven met vier holle punten, en er werd stuifmeel gevonden bij deze mogelijke familiebegrafenis, wat erop wijst dat bloemen het graf versierden. 
- Virtual International Authority File: 306363075